# Bernat II de Vilamarí

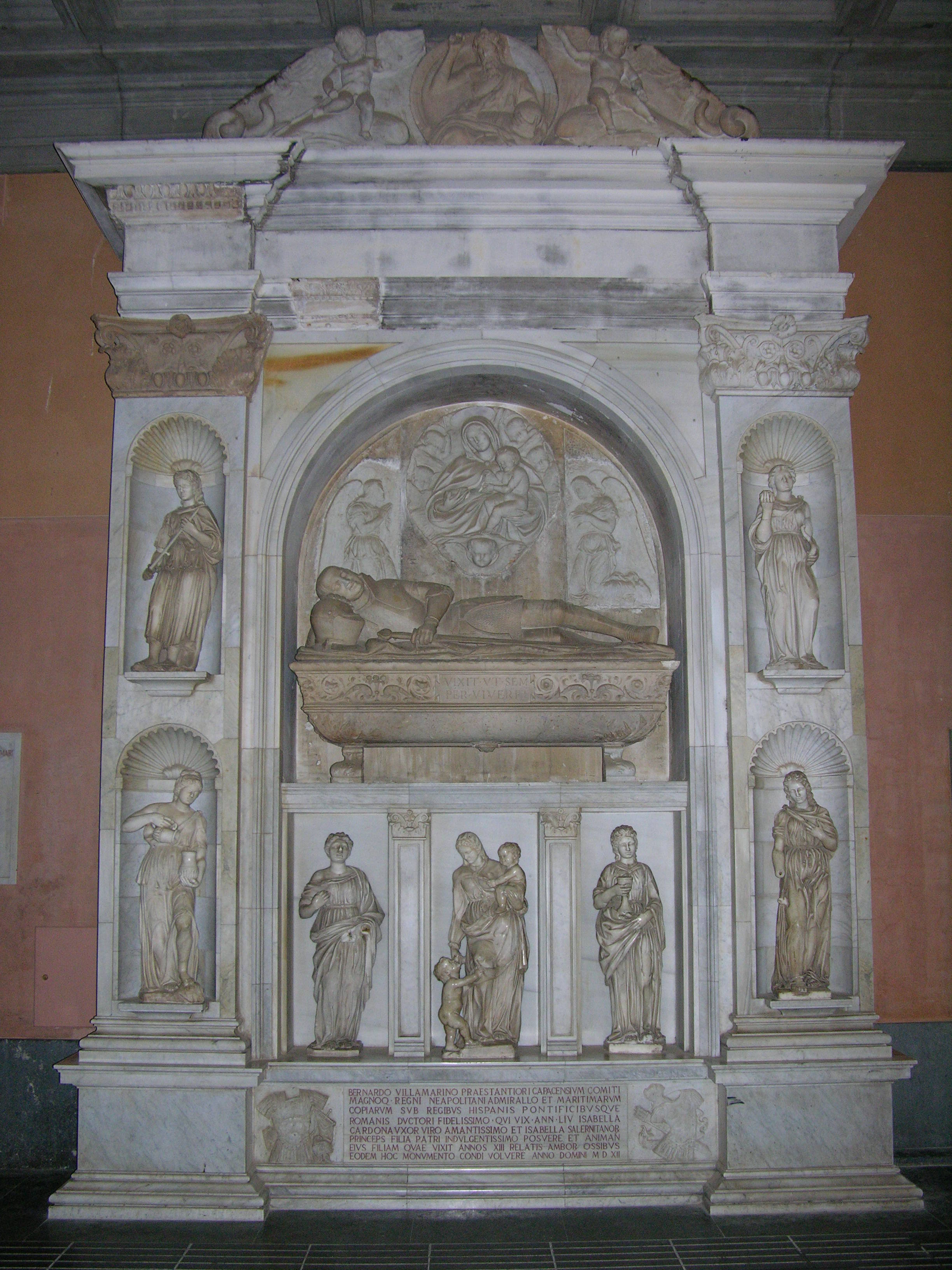
Sepulcre de Bernat II de Vilamarí a Montserrat

Bernat II de Vilamarí († 1512/1516), noble i militar català del llinatge de Vilamarí, fou almirall de l'Armada Reial del rei d'Aragó i l'Armada del Regne de Nàpols, i fou nomenat oficialment almirall o capità general de l’armada per a tots els regnes de la corona catalanoaragonesa el 1491.

## Biografia
Era fill de Berenguer de Vilamarí i de Constança, i parent de Bernat I de Vilamarí († 1463). Serví a les ordres de Joan III de Vilamarí i lluità contra els turcs a la costa d'Egipte i a Rodes. Succeí el seu cosí Joan III de Vilamarí com a cap del llinatge i obtingué el feu de Bosa (Sardenya), que havia estat del dit cosí Joan III de Vilamarí, i el 1488 li fou donat en franc alou. Comprà també a l'illa la comarca d'Olbia.

### Matrimoni i descendents
- 1. ∞ Maria de Castre-Pinós i de Salt
- 2. ∞ Elisabet de Cardona-Anglesola i de Requesens, germana del virrei de Sicília i de Nàpols, Ramon de Cardona-Anglesola.
  - 1. Elisabet de Vilamarí i Cardona-Anglesola de Requesens

### Guerra Civil Catalana
A la guerra entre el rei Joan el Sense Fe i la Generalitat de Catalunya (1462–1472) va formar part dels exèrcits del primer. Va ser ell, qui davant d'una esquadra de 16 naus i 20 galeres, va bloquejar el 1471 el port de Barcelona, obligant així a capitular la ciutat, cosa que va contribuir decisivament a la victòria final del monarca en aquesta contesa.

### Al servei de Ferran I de Nàpols
Posteriorment, Vilamarí es va destacar en combats contra turcs i egipcis. El 1480 estava servint a Ferran I de Nàpols i com a capità general de galeres del regne va reconquerir Òtranto que estava sent atacada pels otomans. El 1483 lluità després contra Venècia (1483).

### Al servei de Ferran II d'Aragó
El 1491, fou nomenat Almirall de l'Armada de la corona d'Aragó. El 1493 Ferran II d'Aragó l'envià a Cotlliure per tal de rebre la devolució del Rosselló. El 1494 va participar en la guerra que la Corona d'Aragó mantenia amb Gènova. El 1502 se li encarregà assegurar les línies marítimes de subministraments i reforços amb destinació a les tropes del Gran Capità durant la Segona Guerra d'Itàlia i combaté contra els francesos a Calàbria. Des de Nàpols defensà Ischia, i establí el setge de Gaeta. Fou recompensat per Ferran II d'Aragó amb el títol de comte de Capaccio (1504). El 1506 portà amb les seves naus el rei des de Barcelona a Itàlia. Continuà lluitant contra els venecians i contra els corsaris africans. El 1510 feu possible la conquesta de Trípoli. El 1516 Carles V el confirmà com a almirall (capità general de l'armada).

## Mort i sepulcre
Va morir el 1512, i va ser substituït al càrrec pel seu nebot Lluís Galcerán. Va ser sebollit al Monestir de Montserrat, en un mausoleu de marbre renaixentista on destaca la seva decoració escultòrica.

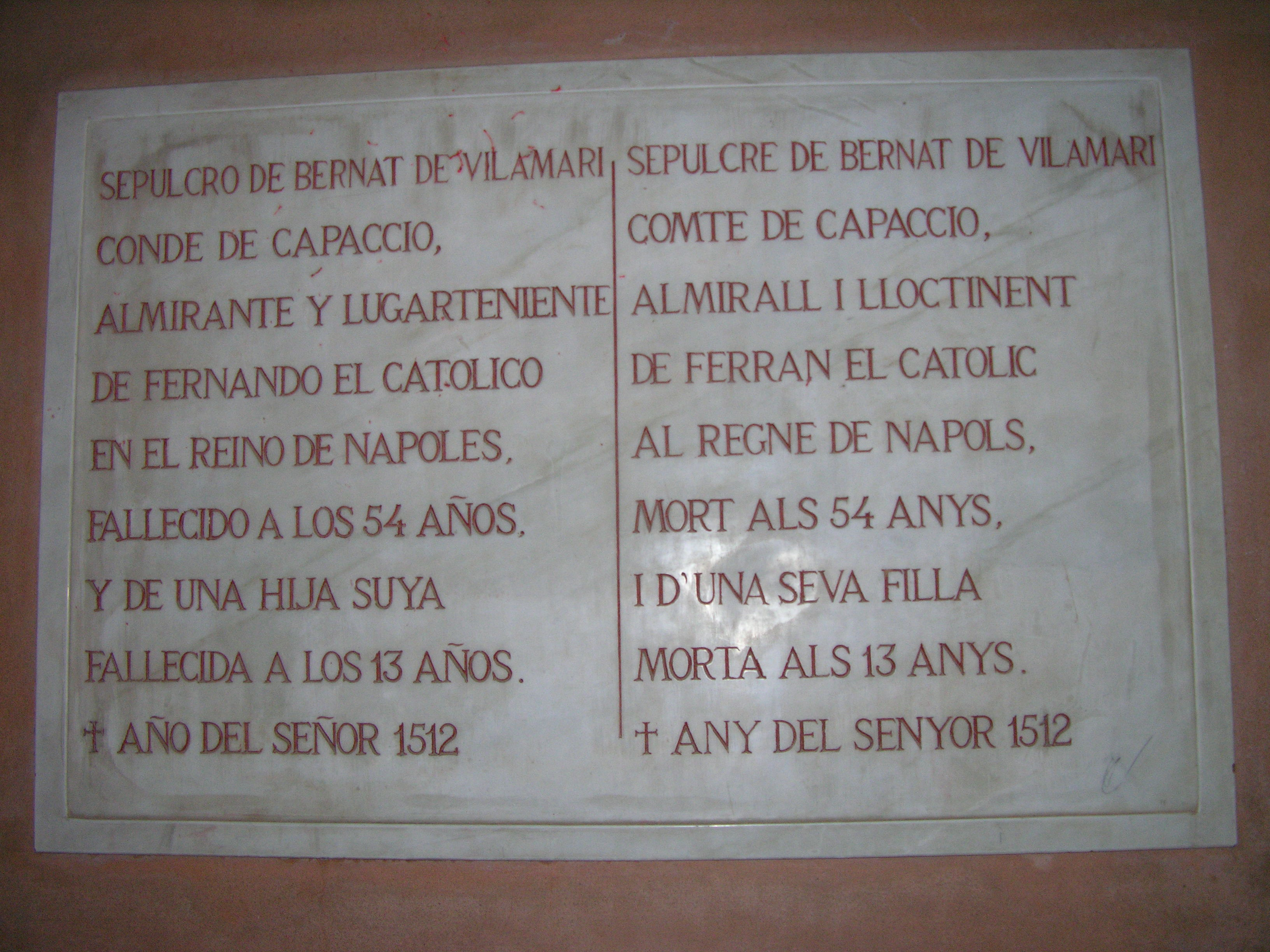
Escrit del sepulcre de Bernat II de Vilamarí a Montserrat